# Giuseppe Cittadini
Giuseppe Cittadini (Alatri, 9 febbraio 1926 – 2 febbraio 2006) è stato un politico italiano.

## Biografia
Avvocato, politicamente aderisce al Partito Comunista Italiano fin dalla giovane età.
Alle elezioni politiche del 1972 viene eletto alla Camera dei Deputati nella Circoscrizione Roma-Viterbo-Latina-Frosinone, a Montecitorio fa parte della commissioni Giustizia e Difesa. Conclude il proprio mandato parlamentare al termine della legislatura, nell'estate 1976.
Muore nel febbraio 2006, pochi giorni prima di compiere 80 anni.